# Ranunculus pilisiensis
Ranunculus pilisiensis — вид квіткових рослин з родини жовтецевих (Ranunculaceae). Синонім: Ranunculus estherae Soó.

## Поширення
Росте в Україні, Австрії, Словаччині, Угорщині, Молдові.